# Атрубашка
Атруба́шка — деревня в Гдовском районе Псковской области России. Входит в состав Полновской волости Гдовского района.
Расположена в 4 км (напрямую или в 10 км по дороге) к северо-востоку от волостного центра села Ямм, между деревнями Партизанская (в 2,5 км к западу) и Полна (в 3 км к востоку от Атрубашки).

## Население
Численность населения деревни на 2000 год составляла 12 человек, на 2002 год — 21 человек.